# Урад – Передній стяг
40°43′20″ пн. ш. 108°38′55″ сх. д. / 40.72224° пн. ш. 108.64859° сх. д.
Урад – Передній стяг (кит. 乌拉特前旗, пін. Wūlātè Qiánqí) — один із повітів КНР у складі префектури Баяннур, Внутрішня Монголія. Адміністративний центр — містечко Улашань.

## Географія
Урад – Передній стяг лежить на висоті близько 1020 метрів над рівнем моря у пустелі Гобі. Південним кордоном хошуну слугує річка  Хуанхе.

### Клімат
Хошун знаходиться у зоні, котра характеризується кліматом помірних степів. Найтепліший місяць — липень із середньою температурою 24,5 °C. Найхолодніший місяць — січень, із середньою температурою -10,2 °С.
| Клімат хошуну Урад – Передній стяг | Клімат хошуну Урад – Передній стяг | Клімат хошуну Урад – Передній стяг | Клімат хошуну Урад – Передній стяг | Клімат хошуну Урад – Передній стяг | Клімат хошуну Урад – Передній стяг | Клімат хошуну Урад – Передній стяг | Клімат хошуну Урад – Передній стяг | Клімат хошуну Урад – Передній стяг | Клімат хошуну Урад – Передній стяг | Клімат хошуну Урад – Передній стяг | Клімат хошуну Урад – Передній стяг | Клімат хошуну Урад – Передній стяг | Клімат хошуну Урад – Передній стяг |
| Показник                           | Січ.                               | Лют.                               | Бер.                               | Квіт.                              | Трав.                              | Черв.                              | Лип.                               | Серп.                              | Вер.                               | Жовт.                              | Лист.                              | Груд.                              | Рік                                |
| Середній максимум, °C              | −3,8                               | 1,3                                | 8,6                                | 17,6                               | 24,5                               | 28,9                               | 30,4                               | 28                                 | 23,2                               | 15,7                               | 5,7                                | −2                                 | 14,8                               |
| Середня температура, °C            | −10,2                              | −5,6                               | 1,7                                | 10,5                               | 17,7                               | 22,6                               | 24,5                               | 22,2                               | 16,6                               | 8,9                                | −0,5                               | −7,7                               | 8,4                                |
| Середній мінімум, °C               | −15,3                              | −11,2                              | −4                                 | 4                                  | 10,9                               | 16,2                               | 18,8                               | 16,9                               | 11,1                               | 3,5                                | −5                                 | −12,2                              | 2,8                                |
| Норма опадів, мм                   | 1.1                                | 2.2                                | 5.7                                | 5.5                                | 18.2                               | 23.6                               | 56.8                               | 58.7                               | 30.5                               | 11.2                               | 1.7                                | 1.1                                | 216.3                              |
| Вологість повітря, %               | 54                                 | 47                                 | 40                                 | 34                                 | 36                                 | 42                                 | 53                                 | 58                                 | 55                                 | 52                                 | 52                                 | 54                                 | 48.1                               |
| ---------------------------------- | ---------------------------------- | ---------------------------------- | ---------------------------------- | ---------------------------------- | ---------------------------------- | ---------------------------------- | ---------------------------------- | ---------------------------------- | ---------------------------------- | ---------------------------------- | ---------------------------------- | ---------------------------------- | ---------------------------------- |
| Джерело: data.cma.cn               |                                    |                                    |                                    |                                    |                                    |                                    |                                    |                                    |                                    |                                    |                                    |                                    |                                    |